# Замулювання свердловин
Заму́лювання свердлови́н (рос. заиливание скважин; англ. well silting; нім. Zuschlämmung f von Bohrhlöchern n pl; Verschlämmen n von Bohrhlöchern n pl; Kolmatation f von Bohrhlöchern n pl) — накопичення частинок гірської породи у свердловині внаслідок винесення їх із продуктивного чи водоносного горизонту.
Спостерігається при спорудженні і експлуатації водозабірних, гідрогеологічних, а також нафтових свердловин, коли гідростатичний тиск у продуктивному чи водоносному горизонті вищий від тиску стовпа промивальної рідини чи води у свердловині (чим більша різниця тисків, тим інтенсивніше розвивається процес).